# Suevic
Суевик (англ. SS Suevic) — пароход британской судоходной компании Уайт Стар Лайн. Судами-близнецами были «Medic», «Afric» «Persic». Спущен на воду 8 декабря 1900 года. В первое плавание отправился 23 марта 1901 года. 17 марта 1907 года сел на скалистую мель у южных берегов Великобритании. Через некоторое время корпус развалился на две половины. Это первое в мире судно для которого заново была построена часть корпуса на верфи Harland and Wolff.
14 января 1908 года «Суевик» вернулся на линию. В годы Первой мировой войны был военным транспортом, перевозил войска в Средиземном море. После войны вернулся к коммерческим рейсам. В 1928 году был продан в Норвегию как китобойное судно. Во время Второй мировой войны выполнял роль минного заградителя. В 1942 году порезан на металлолом.